# José Santos Romero
José Santos Romero (Buenos Aires, 3 novembre 1951) è un allenatore di calcio ed ex calciatore argentino, di ruolo centrocampista.

## Palmarès

### Giocatore
- Primera B Metropolitana: 1

All Boys: 1972

### Allenatore
- Primera B Metropolitana: 1

All Boys: 2008